# Regierung Prüm
Die Regierung Prüm war vom 19. März 1925 bis 15. Juli 1926 die Regierung im Großherzogtum Luxemburg, die von Staatsminister Pierre Prüm gebildet wurde. 
Nachdem die Regierung Reuter nach der Ablehnung der Eisenbahnkonvention mit Belgien durch die Abgeordnetenkammer zurückgetreten war, fand sich keine neue Mehrheit für eine Regierung. Daher wurde die Kammer aufgelöst und es fanden Neuwahlen am 1. März 1925 statt. 
Bei dieser Wahl kam es zu einer gewissen Fragmentierung der Parteienlandschaft, da 9 Parteien ins Parlament einziehen konnten. Dabei verlor die Rechtspartei (RP) ihre absolute Mehrheit und stellte nur noch 22 der 47 Mandate. Trotzdem weigerte sich die RP mit anderen Parteien eine Koalition einzugehen, die gegen die Eisenbahnkonvention gestimmt hatten. Pierre Prüm, der Vorsitzende der Unabhängigen Nationalpartei, wurde mit der Regierungsbildung beauftragt und stellte schließlich ein bunt gemischtes Bündnis aus Liberalen, Sozialisten und Überläufern der Rechtspartei zusammen. 
Auf die Gefahr hin, den Bruch der Belgisch-Luxemburgische Wirtschaftsunion herbeizuführen, suchte Pierre Prüm eine Annäherung an Frankreich und wurde direkt nach seinem Amtsantritt in Paris empfangen. Am 9. Oktober 1925 wurde als Folge eine Vereinbarung mit der Administration des chemins de fer d’Alsace et de Lorraine (AL) gefunden. Das Abkommen mit Frankreich sah den provisorischen Betrieb des Netzes der Wilhelm-Luxemburg-Bahn durch die AL vor. 
Während der Amtszeit der Regierung wurden die Verträge von Locarno zwischen Belgien, Frankreich und Deutschland geschlossen, in denen die gewaltsame Veränderung der im Friedensvertrag von Versailles zwischen diesen Ländern gezogenen Grenzen ausgeschlossen wurde. Dieses Vertragswerk war ohne Beteiligung der luxemburgischen Regierung abgeschlossen worden, markierte aber trotzdem ein wichtiges Datum in der Entwicklung der Sicherheitspolitik des Großherzogtums, da durch es die internationale Lage des Landes deutlich stabilisiert wurde. Pierre Prüm nutzte Schlichtungsmöglichkeiten, die die Locarno-Verträge boten zur Aufnahme von Gesprächen mit der französischen und der belgischen Regierung. Diese Verhandlungen wurden aber erst unter seinem Nachfolger erfolgreich zu Ende gebracht.
Obwohl die Sozialisten nicht direkt im Kabinett vertreten waren, bildeten sie mit der Unabhängigen Nationalpartei eine der Hauptstützen der Regierung. Unter Einfluss der Sozialisten ergriff die Regierung eine Reihe sozialer Maßnahmen. Eine der ersten war die Wiedereinführung der Betriebsräte in Unternehmen mit mindestens 20 Beschäftigten. Allerdings führte die seit Mai 1926 laufende Debatte über ein Gesetzesvorhaben über die Urlaubstage der Arbeiter zum Bruch zwischen Liberalen und Sozialisten. Dadurch verlor die Regierung ihre Mehrheit und reichte am 15. Juli 1926 ihren Rücktritt ein. 
Der Regierung Prüm gehörten folgende Kabinettsmitglieder an:

## Regierung Prüm (19. März 1925 bis 15. Juli 1926)
| Amt                                                    | Name           | Beginn der Amtszeit | Ende der Amtszeit | Partei | Partei               |
| ------------------------------------------------------ | -------------- | ------------------- | ----------------- | ------ | -------------------- |
| Staatsminister, Präsident der Regierung                | Pierre Prüm    | 19. März 1925       | 15. Juli 1926     |        | UNP                  |
| Auswärtige Angelegenheiten, Inneres und Landwirtschaft | Pierre Prüm    | 19. März 1925       | 15. Juli 1926     |        | UNP                  |
| Justiz, öffentliche Arbeiten, Handel und Industrie     | Norbert Dumont | 19. März 1925       | 15. Juli 1926     |        | unbestimmte Liberale |
| Finanzen und öffentlicher Unterricht                   | Étienne Schmit | 19. März 1925       | 15. Juli 1926     |        | unbestimmte Liberale |
| Soziale Sicherheit und Arbeit                          | Othon Decker   | 19. März 1925       | 15. Juli 1926     |        | ULP                  |